# Marija Jurić Zagorka
Marija Jurić Zagorka (née à Negovec dans le royaume de Croatie-Slavonie le 2 mars 1873 et morte à Zagreb le 30 novembre 1957) est une écrivaine, journaliste croate, et militante pour les droits des femmes. Elle est l’une des premières femmes journalistes professionnelles en Europe du Sud-Est.

## Biographie
Elle passe son enfance à Šanjugovo, près de Sveti Križ Začretje où son père, petit propriétaire terrien est l’intendant du baron Géza Rauch, fils de Levin Rauch. Elle fait ses études élémentaires à Varaždin, puis à l’école des Sœurs de la Charité à Zagreb. La famille rencontre des difficultés financières et elle doit interrompre ses études. En 1891 elle publie un article dans Zagorske proljeće (Printemps de Zagorje) sous le pseudonyme masculin M. Jurica Zagorki. Elle est aussi membre d’une troupe de théâtre amateur et rêve de devenir actrice. Ses parents alertés l’obligent à se marier. Elle épouse en 1892  le Hongrois András Mátrai, employé des chemins de fer et 18 ans de son aîné. Le couple s’installe à Szombathely, dans le Royaume de Hongrie. Elle désapprouve le chauvinisme de son mari, mais apprend quand même la langue hongroise et suit un cours de télégraphie,.
Au bout de trois ans elle quitte son mari, et retourne à Sremska Mitrovica, et puis à Zagreb. Le divorce met fin au mariage arrangé. L’hebdomadaire Hrvatski branik et le quotidien Posavska hrvatska publient ses articles sans signature. En 1896 elle est correctrice au journal Obzor, mais elle travaille dans une salle annexe. Grâce à l’intervention de Josip Juraj Strossmayer, propriétaire de l’Obzor elle peut accéder au statut de journaliste. Le rédacteur en chef s’y oppose, car selon lui une femme aux bureaux de la rédaction est un scandale culturel et moral,.
Elles écrit des articles concernant la vie politique du Royaume de Hongrie. En 1903 elle couvre la session du parlement commun croato-hongrois à Budapest et qui déclenche en avril un mouvement populaire croate contre la magyarisation du gouvernement de droite de Károly Khuen-Héderváry. Le rédacteur en chef et son adjoint sont suspendus de leurs fonctions et c’est elle qui édite toute seule le journal pendant cinq mois. Elle est aussi membre du Comité central national (Glavni narodni odbor),.
Des femmes typographes, membres du Cercle des femmes travailleuses (Kolo radnih žena) fondée par Zagorka en 1897, sont arrêtées en 1903. Elle organise la première manifestation féminine à Zagreb mobilisant environ 1 800 femmes. Pour cet acte elle est condamnée à 12 jours de prison,. En 1909 elle couvre le  procès Friedjung à Vienne. En 1910 Strossmayer l’encourage à écrire des romans-feuilletons qui augmentent considérablement le tirage du journal. Elle milite infatigablement pour le droit de vote des femmes, pour l’égalité femme-homme dans l’enseignement et au travail. Elle participe en 1917 au Congrès des femmes slaves à Prague. Elle édite deux magazines féminins, le Ženski list (1925-1938) et le Hrvatica (1938-1940).

## Œuvres

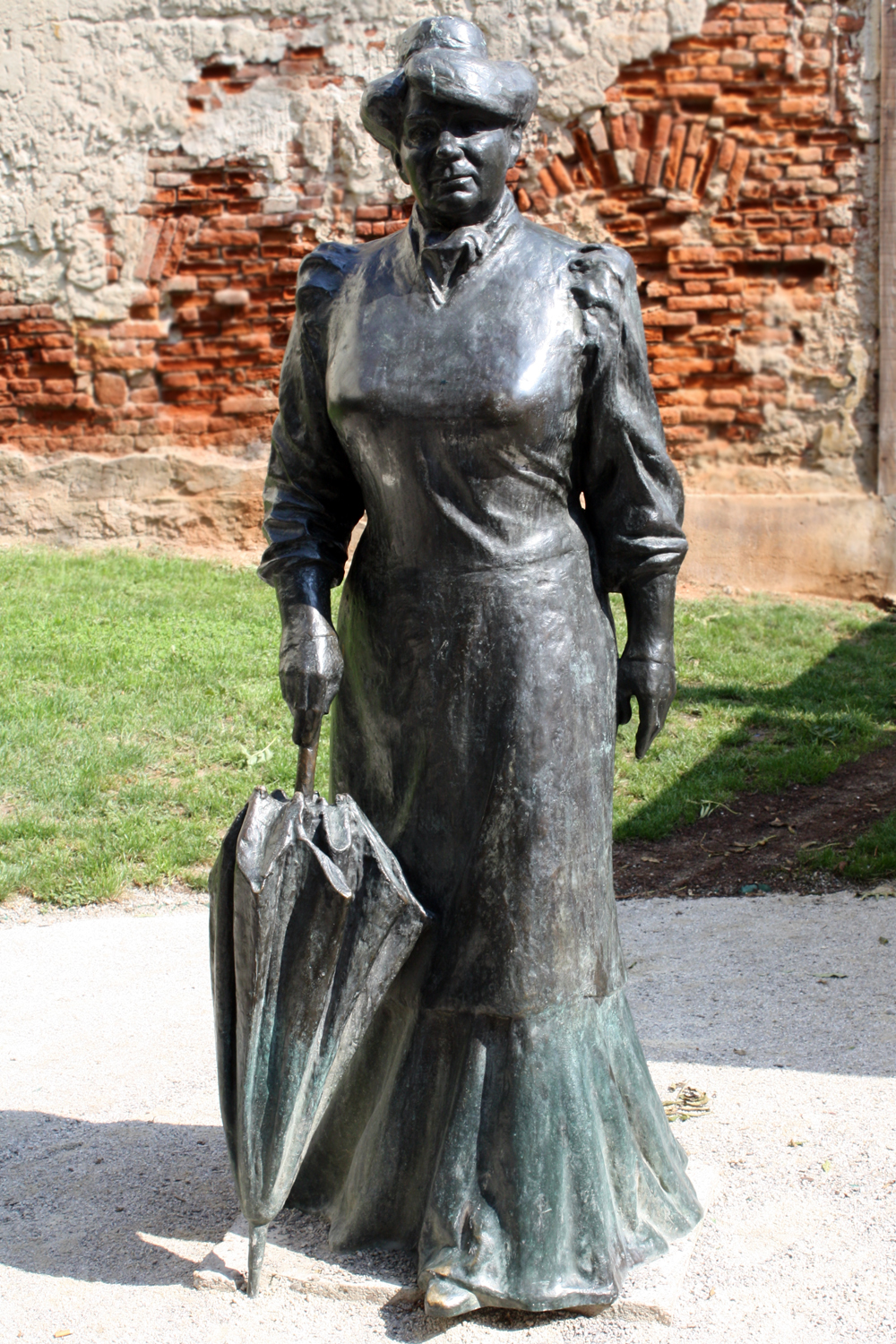
La statue en bronze de Marija Jurić Zagorka à Zagreb

- Evica Gupčeva
- Grička vještica
- Gordana
- Jadranka
- Kći Lotrščaka
- Kraljica Hrvata
- Kneginja iz Petrinjske ulice
- Mala revolucionarka
- Nevina u ludnici
- Plameni inkvizitori
- Roblje
- Vitez slavonske ravni